# Hala sportowa ZSTiO w Gorzowie Wielkopolskim
Hala sportowa ZSTiO w Gorzowie Wielkopolskim – obiekt sportowy należący do Zespołu Szkół Technicznych i Ogólnokształcących w Gorzowie Wielkopolskim w skład którego wchodzą pełnowymiarowe boiska do siatkówki, piłki ręcznej i koszykówki.
Dawna tzw. „hala Stilonu” była użytkowana przez drużyny wielosekcyjnego klubu sportowego ZKS Stilon (piłki siatkowej, koszykówki kobiet i halowych rozgrywkach piłki nożnej kobiet) oraz GTPS i GSPR.

## Dojazd
- Autobusem (przystanek: Stilon) – liniami 102, 114, 124, 201 i 510
- Tramwajem (przystanek: Stilon) – liniami 1, 3 i 4

## Wydarzenia

### Sportowe
- 5 lipca 1979 roku – mecz towarzyski w piłce siatkowej mężczyzn: Polska – Japonia (3:2)
- 26 lipca–2 sierpnia 1987 roku – mistrzostwa Europy kadetek w koszykówce kobiet (Polska – 12. miejsce)
- 12–13 lutego 1994 roku – turniej finałowy halowych mistrzostw Polski kobiet w piłce nożnej
- 23 kwietnia 1997 roku – mecz eliminacji mistrzostw Europy w piłce siatkowej mężczyzn 1997: Polska – Izrael (3:0)
- 10–11 stycznia 2004 roku – turniej finałowy halowych mistrzostw Polski kobiet w piłce nożnej